# Hoya bicolor
Hoya bicolor är en oleanderväxtart som beskrevs av Kloppenb.. Hoya bicolor ingår i släktet Hoya och familjen oleanderväxter. Inga underarter finns listade i Catalogue of Life.